# Réserve naturelle régionale du polder de Sébastopol
La réserve naturelle régionale du polder de Sébastopol (RNR185) est une réserve naturelle régionale située en Pays de la Loire. Classée en 2008, elle occupe une surface de 133 hectares et protège une vaste zone de polder à l'est de l'île de Noirmoutier. Les travaux de création du polder ont été terminés l'année suivant la bataille de Sébastopol, d'où son nom. 
En 2017, « l'ensemble paysager formé par le passage du Gois, l'île de la Crosnière (côté Beauvoir, sur le continent) et le polder de Sébastopol (côté Barbâtre) » est classé site d'intérêt national et patrimonial, cette reconnaissance étant une première étape vers l'objectif du classement mondial à l'Unesco.

## Localisation

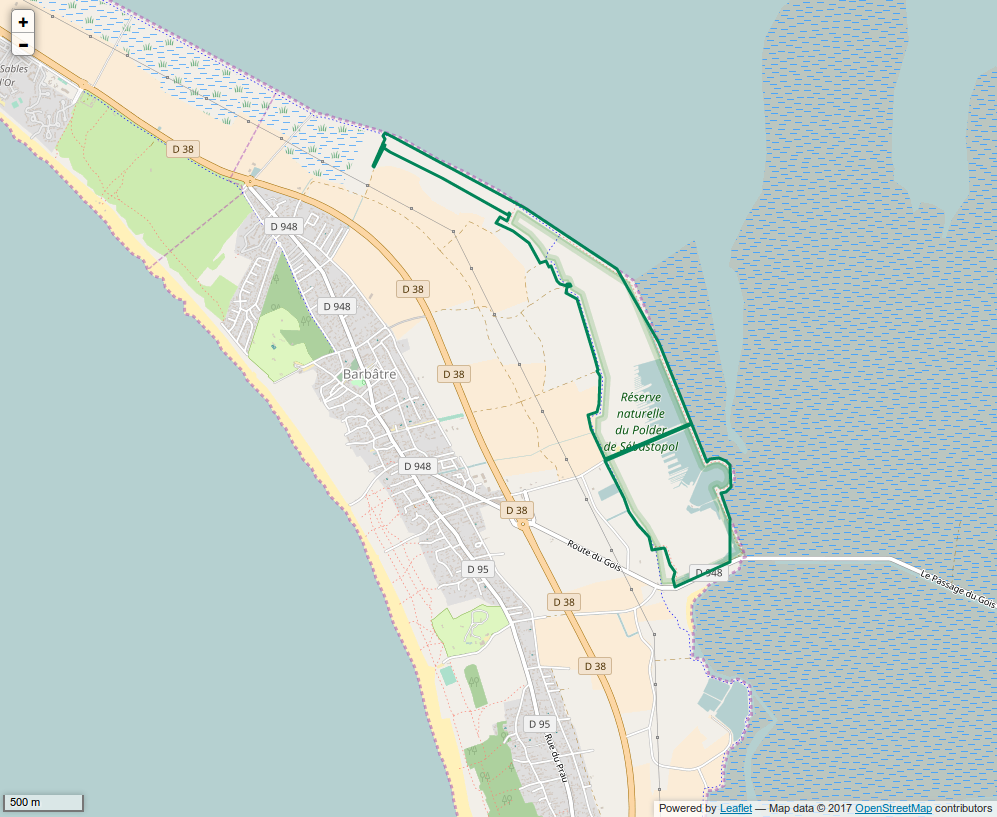
Périmètre de la réserve naturelle

Le territoire de la réserve naturelle est dans le département de la Vendée, sur la commune de Barbâtre dans l'île de Noirmoutier. Il a la forme d'une bande de 600 m de large sur 4 km de long sur le littoral est de l'île, non loin de la chaussée du Gois.

## Histoire du site et de la réserve
Le polder a été créé par assèchement au XIXe siècle pour la mise en culture, les travaux étant terminés en 1856, année suivant la bataille de Sébastopol, d'où son nom. 
La digue a cédé en 1978 et le polder est maintenant relié à l'océan par un réseau de vannes et de canaux.

## Écologie (biodiversité, intérêt écopaysager…)
Le niveau du polder est à 1 m au dessus des plus hautes marées ce qui favorise des milieux terrestres et aquatiques aux salinités variables. L'enjeu majeur est l'accueil des oiseaux d’eau, aussi bien en période de reproduction qu’en migration ou hivernage. Le réseau hydraulique sert de nurserie aux poissons.
On y compte plus de 18 habitats naturels dont 13 d’intérêt européens.

### Flore
Les inventaires de la flore indiquent plus de 240 espèces végétales comme la Zostère marine, la Salicorne, l'Erodium fausse mauve ou l'Ophrys abeille.

### Faune
L'avifaune compte plus de 170 espèces dont une quarantaine sont nicheuses. On trouve ainsi l'Avocette élégante, le Tadorne de Belon, les Sternes pierregarin et Sterne caugek, le Chevalier gambette, l'Échasse blanche, le Bruant des roseaux, les Mouettes rieuse et mélanocéphale…
On compte plus de 235 espèces de papillons et 220 espèces d'araignées.

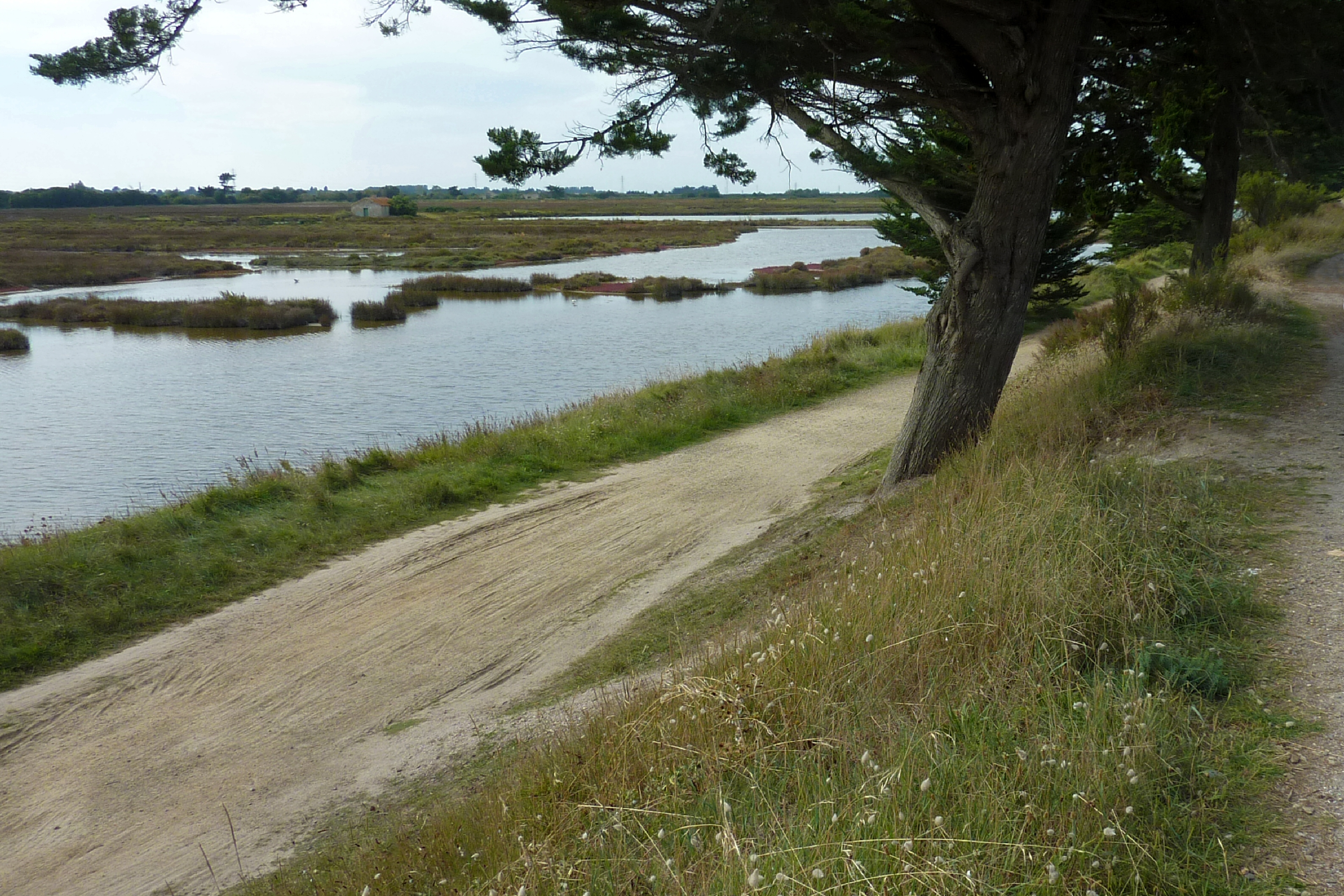
Vue du polder.
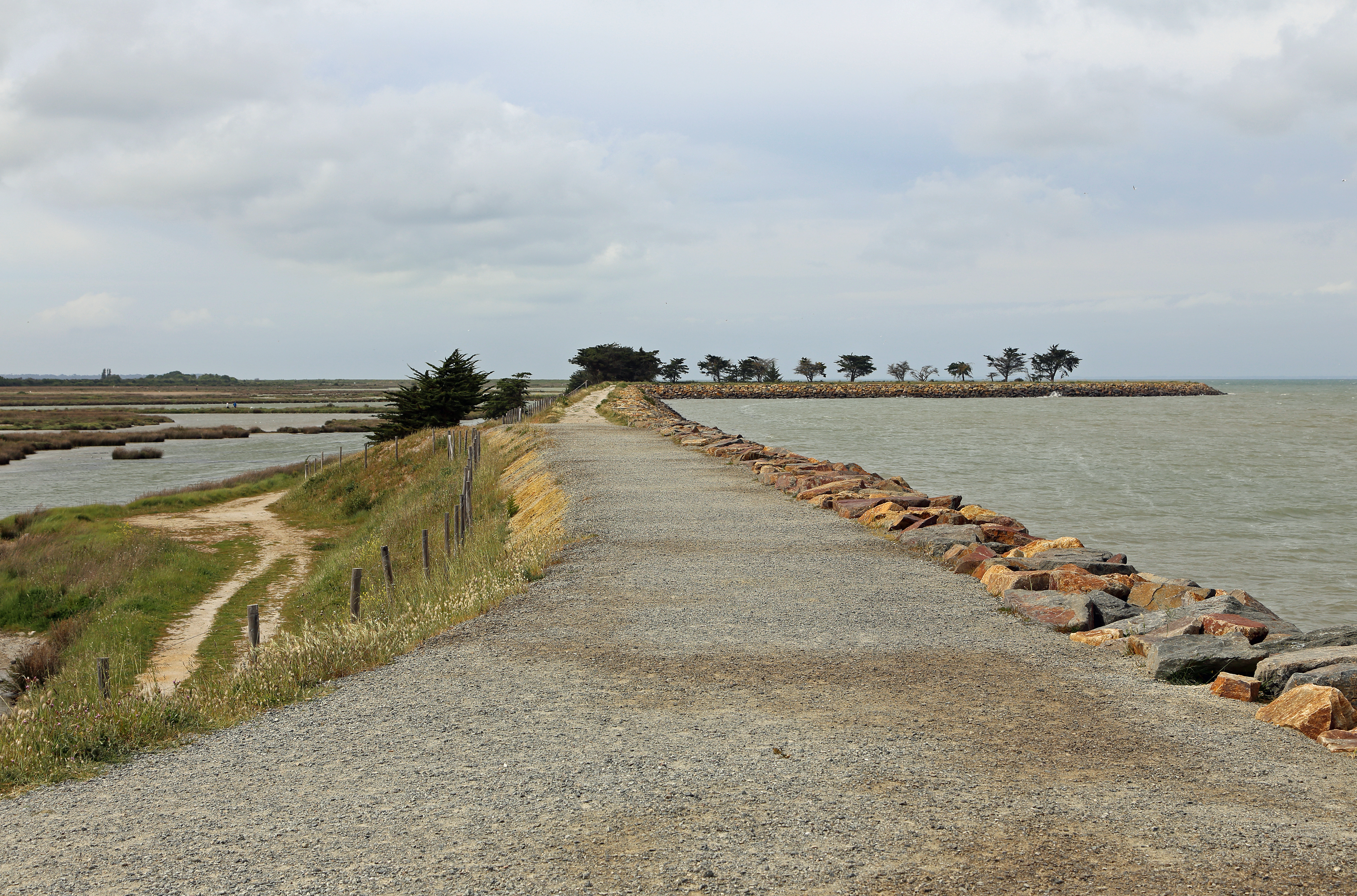
La digue entourant le polder.
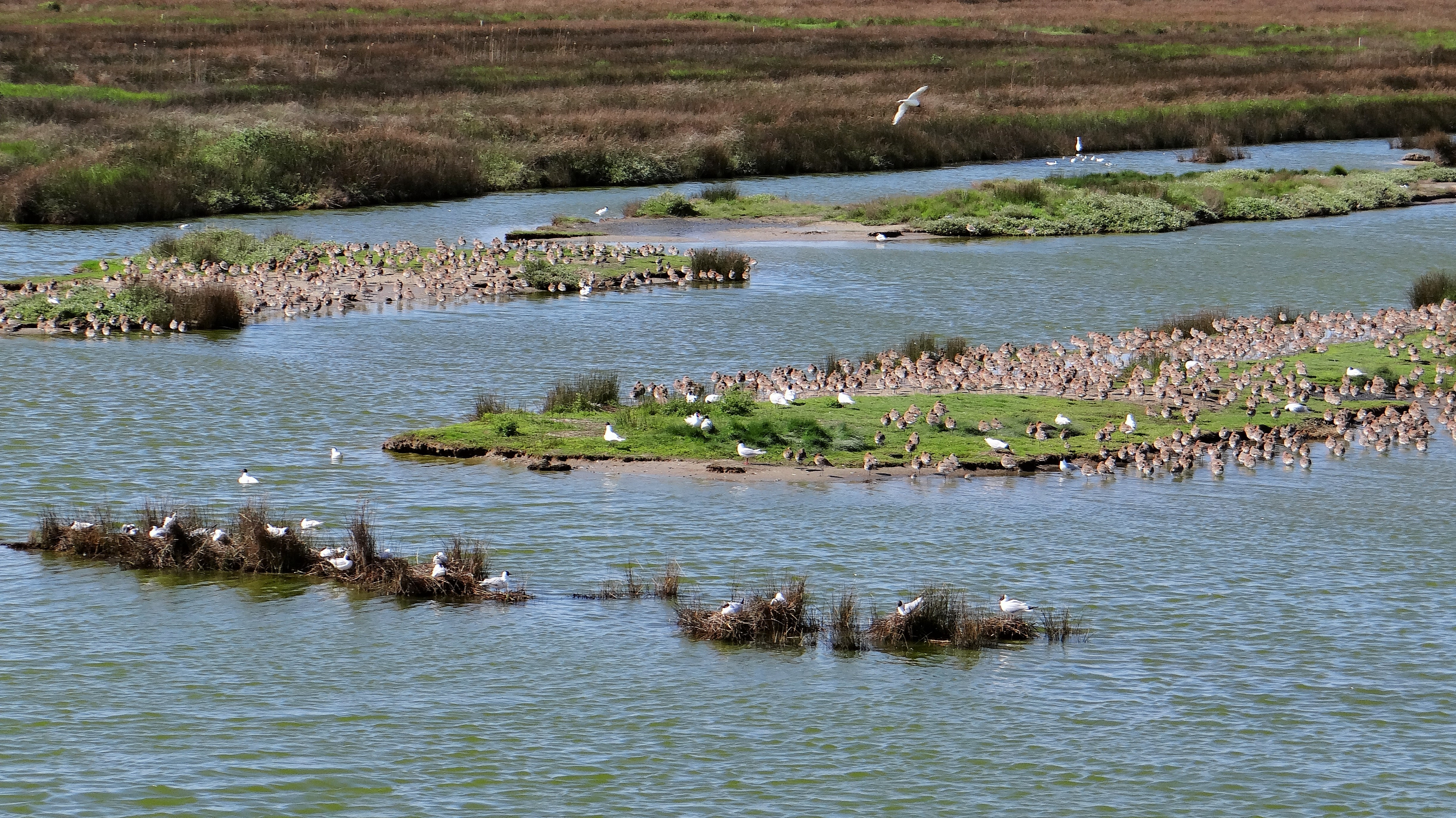
Faune du polder.
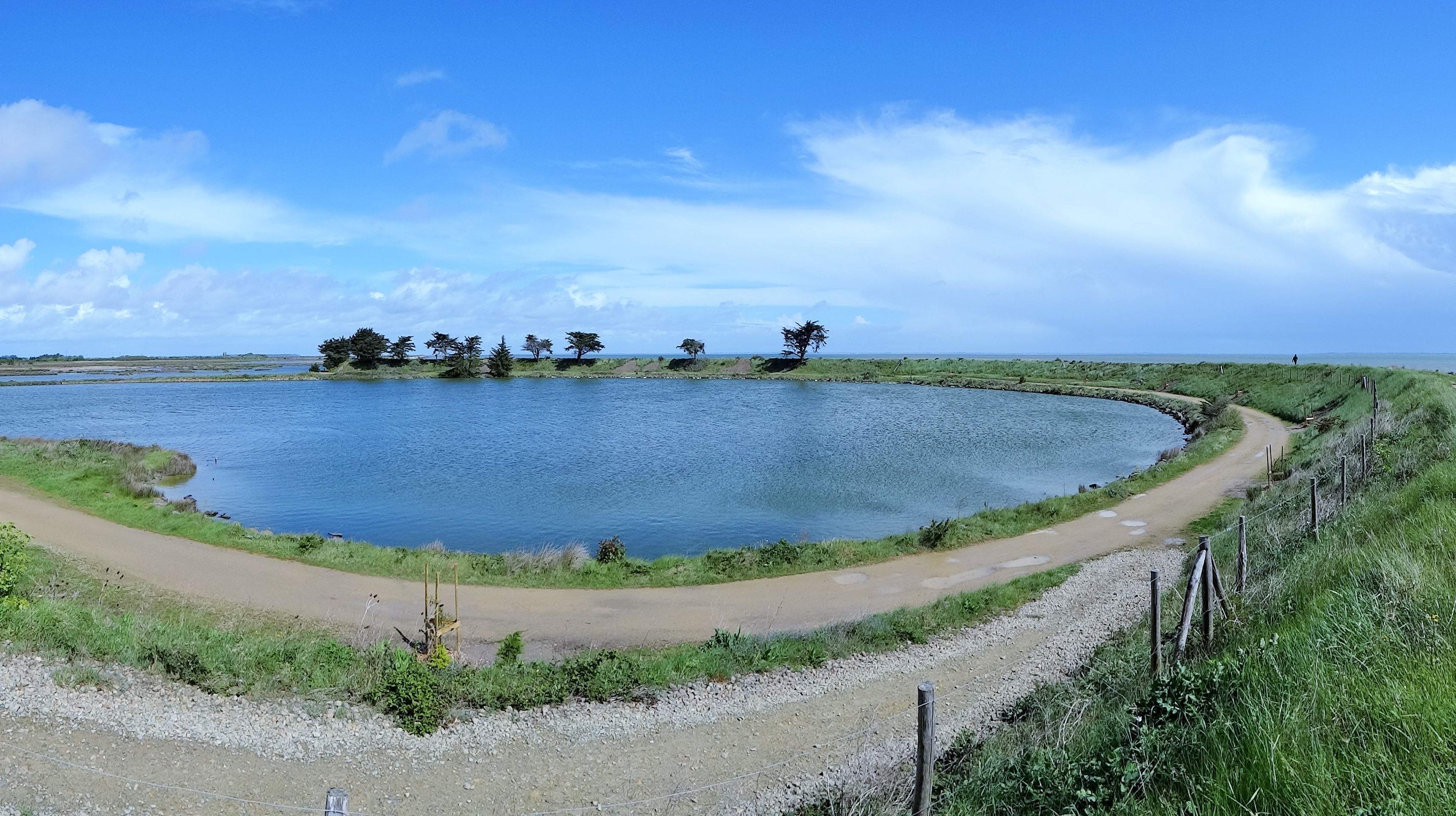
Etang du Vide.

## Intérêt touristique et pédagogique
Un circuit de 3,2 km permet la découverte du site.

## Administration, plan de gestion, règlement
La réserve naturelle est gérée par la communauté de communes de l'Île-de-Noirmoutier.

### Outils et statut juridique
La réserve naturelle a été créée par une délibération du 11 février 2008 pour une durée de 6 ans renouvelable.